# Маделин Уикъм
Маделин Уикъм (на английски: Madeleine Wickham) е британска писателка на бестселъри в жанра съвременен дамски роман или чиклит. Пише и под псевдонима Софи Кинсела (на английски: Sophie Kinsella).

## Биография и творчество
Маделин Софи Уикъм, с рождено име Маделин Софи Тонли, е родена на 12 декември 1969 г. в Лондон, Англия, в семейство на педагози. Има две сестри: Джема и Абитейл Тонли. Израства в предградието Уимбълдън. Учи в училището за момичета „Шерборн“ в Дорсет и в гимназия „Путни“ в Лондон. Като тийнейджърка е талантлива пианистка и продължава образованието си по музика в „Ню Колидж“ на Университета в Оксфорд. След една година се прехвърля към Факултета по политика, философия и икономика, който завършва през 1990 г. с бакалавърска степен. През 1992 г. завършва задочно Кралския колеж в Лондон с магистърска степен по икономика.
През 1992 г. се омъжва за Хенри Уикъм, с когото се запознава в Оксфорд на общи музикални изпълнения. Двамата имат четири сина и една дъщеря.
След дипломирането си започва работа като финансова журналистка. Докато работи като такава, на 24 г. започва да пише първия си роман The Tennis Party. Той е публикуван през 1995 г. и е приветстван като успех от критиката и обществеността. След успеха на книгата се насочва писателската кариера, като пише по един роман годишно.
През 2000 г. излиза първият ѝ роман „Тайният живот на Беки Б.“ от изключително популярната ѝ поредица „Шопманиачката“. Серията се фокусира върху премеждията на Беки Блумууд, финансова журналистка, която дава консултации на другите, но не може да управлява собствените си финанси, защото манията ѝ да пазарува е неудържима. Романите са в хумористичния стил „чиклит“. Романът „Тайният живот на Беки Б.“ е екранизиран през 2009 г. в едноименния филм с участието на Айла Фишър и Хю Данси.
Маделин публикува романите за Беки Б. чрез своя агент под псевдонима Софи Кинсела – комбинация от средното ѝ име и моминската фамилия на майка ѝ. Тя не разкрива публично кой е автора чак до 2005 г. дори пред собствените си издатели. Всички романи от серията в челните места на списъците на бестселърите. Заради успеха на серията тя продължава да пише под псевдонима и другите си успешни романи.
Произведенията на писателката са преведени на над 35 езика по целия свят.
Маделин Уикъм живее със семейството си в Лондон. Сестра ѝ Джема Тонли също е писателка на съвременни романси.

## Произведения

### като Маделин Уикъм

#### Самостоятелни романи
- The Tennis Party (1995) – издаден и като 40 Love
- A Desirable Residence (1996)
- Swimming Pool Sunday (1997)
- The Gatecrasher (1998)
- The Wedding Girl (1999)
- Cocktails for Three (2000)
- Sleeping Arrangements (2001)

### като Софи Кинсела

#### Самостоятелни романи
- Can You Keep a Secret? (2003)
Можеш ли да пазиш тайна?, изд. „Кръгозор“ (2003), изд. „СББ Медиа“ (2013), прев. Антоанета Антонова Дончева-Стаматова
- The Undomestic Goddess (2005)
Повелителката на метлата, изд. „Кръгозор“ (2006 и 2008), прев. Цветана Генчева; изд. „СББ Медиа“ (2015), изд. „Космополитън“ (2016), прев.
- Remember Me? (2008)
Пожелай ми слънчогледи, изд. „Кръгозор“ (2008); Спомни си слънчогледите, изд. „СББ Медиа“ (2014), прев. Цветана Генчева
- Twenties Girl (2009)
Във вихъра на двайсетте, изд. „Кръгозор“ (2010); изд. „СББ Медиа“ (2016), прев. Антоанета Антонова Дончева-Стаматова
- I've Got Your Number (2011)
Един пръстен и е твой, изд. „Кръгозор“ (2012), прев. Антоанета Антонова Дончева-Стаматова
- Wedding Night (2013)
- Finding Audrey (2015)
- My Not So Perfect Life (2017)
- Surprise Me (2018)
- I Owe You One (2019)
- Love your life (2020)
- The Party Crasher (2021)

#### Серии

##### Серия „Шопманиачката“ (Shopaholic)
1. The Secret Dreamworld of a Shopaholic (2000) – издаден и като Confessions Of A Shopaholic
Тайният живот на Беки Б., изд. „Кръгозор“, София (2001 и 2002), прев. Корнелия Великова-Дарева
2. Shopaholic Abroad (2001) – издаден и като Shopaholic Takes Manhattan
Беки Б. в Манхатън: Магазините в Лондон просто не ѝ стигат, изд. „Кръгозор“ (2003 и 2007), прев. Антоанета Дончева-Стаматова
3. Shopaholic Ties the Knot (2002)
Сватбата на Беки Б., изд. „Кръгозор“ (2004), прев. Антоанета Дончева-Стаматова
4. Shopaholic and Sister (2004)
Беки Б. и аферата с чантата, изд. „Кръгозор“ (2005), прев. Антоанета Дончева-Стаматова
5. Shopaholic and Baby (2007)
Беки Б. очаква бебе: И се втурва да пазарува като за двама, изд. „Кръгозор“ (2007), прев. Антоанета Дончева-Стаматова
6. Mini-Shopaholic (2010)
Мини Беки Б.: Каквато майката, такава и дъщерята, изд. „Кръгозор“ (2010), прев.
7. Shopaholic to the Stars (2014)
Беки Б. в Холивуд: Сред звездите по червения килим, изд. „Кръгозор“ (2015), прев. Антоанета Дончева-Стаматова
8. Shopaholic to the Rescue (2015)
9. Christmas Shopaholic (2019)

- Shopaholic on Honeymoon (2014) – новела

##### Серия „Майката фея и аз“ (Fairy Mom and Me)
1. Fairy Mom and Me (2018)
2. Fairy-in-Waiting (2018)
3. Unicorn Wishes (2019)
4. Mermaid Magic (2020)

#### Новели
- Six Geese A-Laying (2011)

#### Сборници
- Girls Night in (2004) – с Мег Кабът, Джен Уейнър, Кати Кели, Мариан Кийс, Крис Манби, Сара Миновски, Фрея Норт, Фиона Уолкър, Джесика Адамс

#### Филмография
- 2009 Тайните на Беки Б., Confessions of a Shopaholic – филм по първите два романа от серията „Шопманиачката“, продуцент